# Тикоцкий, Евгений Карлович
Евге́ний Ка́рлович Тико́цкий (бел. Яўген Карлавіч Цікоцкі; 1893—1970) — белорусский, советский композитор, педагог. Народный артист СССР (1955).

## Биография

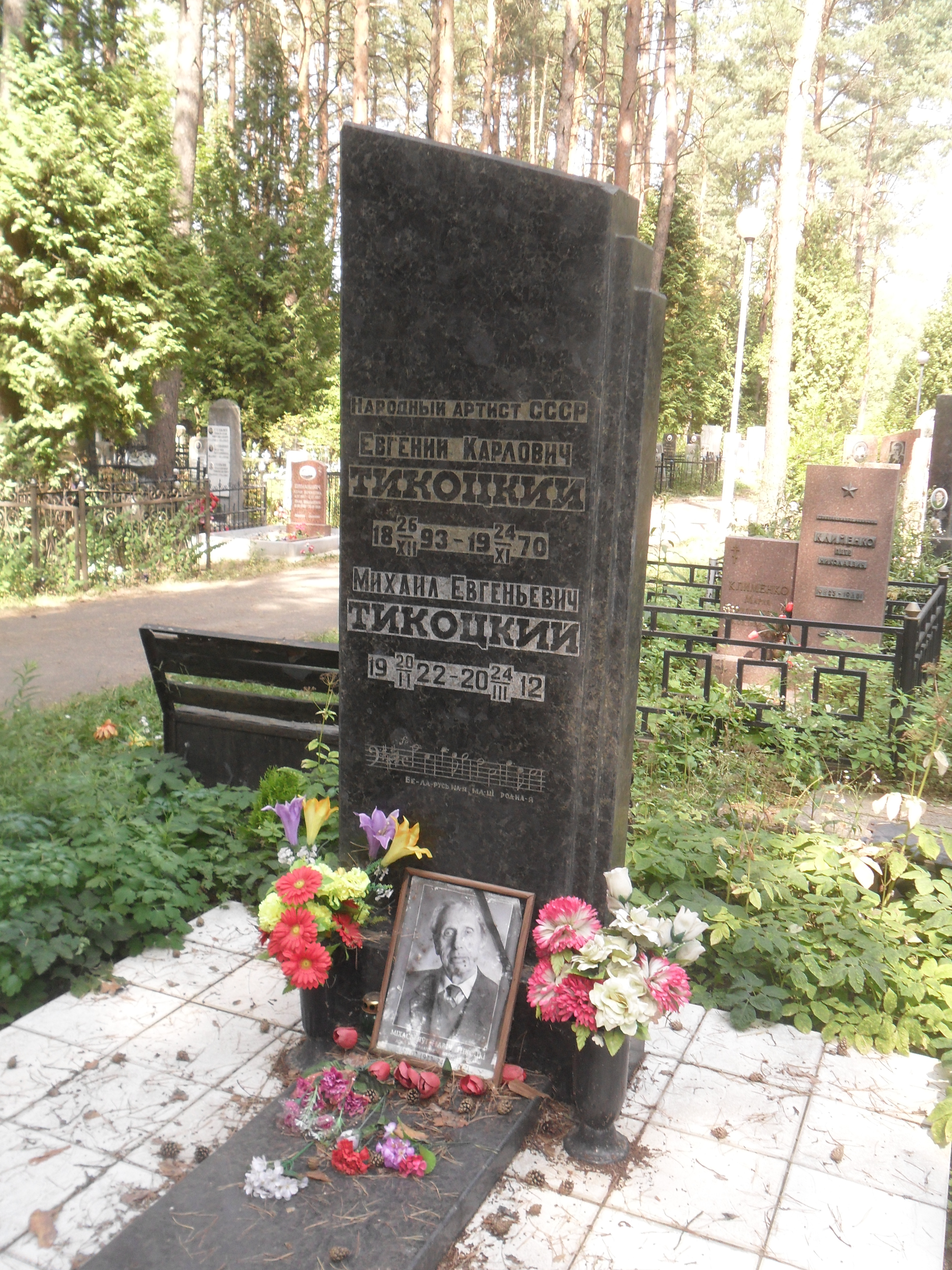
Могила Тикоцкого на Восточном кладбище Минска.

Родился 14 (26) декабря 1893 года (по другим источникам — 13 (25) декабря 1893 года) в Санкт-Петербурге в дворянской семье с польскими корнями. Отец — морской офицер (капитан 1-го ранга, с 1899 — контр-адмирал, затем вице-адмирал в отставке), командир крейсера «Африка», эскадренных броненосцев «Гангут» и «Полтава», первый градоначальник Николаева (1900—1902), затем командир минного отряда Балтийского флота Карл Михайлович Тикоцкий (1845—1922). Отец будущего композитора хорошо играл на виолончели и флейте.
В 1911 году закончил Царскосельское реальное училище императора Николая Второго. Поступил на естественное отделение Психоневрологического института в Санкт-Петербурге, занимаясь одновременно на частных музыкальных курсах.
Музыкальное образование ограничивалось двумя годами частных уроков фортепиано и теории музыки у З. Волковой-Бонч-Бруевич, композиции обучался самостоятельно. Начал сочинять в возрасте 14 лет, консультируясь у своего друга В. М. Дешевова, учившегося в Петербургской консерватории.
В 1915 году ушёл на фронт, участник 1-й мировой войны (1914—1918). В 1919—1924 годах служил в РККА. Принимал участие в освобождении Белоруссии от белополяков.
После окончания службы в 1924 году остался в Бобруйске, где целиком посвящает себя музыкально-просветительской и творческой деятельности. С 1927 года преподавал в музыкальной школе. Первое крупное сочинение — Симфония (1927), написанная с использованием белорусских народных и революционных тем, стала одним из первых произведений в этом жанре в истории белорусской музыки.
С 1934 года жил в Минске, преподавал в музыкальной школе, работал композитором на Белорусском радио. В этот период написал музыку к ряду театральных постановок в Минске. В 1939 году написал одно из самых известных своих сочинений — оперу «Михась Подгорный» (одна из первых белорусских опер в истории), в 1943 году — другую известную патриотическую оперу — «Алеся».
В годы войны находился в эвакуации сначала в Уфе, затем в Горьком.
По возвращении в Белоруссию работал художественным руководителем Белорусской государственной филармонии (1944—1951), преподавал в музыкальной школе-десятилетке.
Один из основоположников белорусской композиторской школы. Его сочинения, написанные в классической и романтической манере, испытывают сильное влияние народных мотивов. Один из первых белорусских композиторов, сочинявших оперы и симфонии, сыграл важную роль в развитии белорусской музыкальной культуры XX века.
Член Союза композиторов СССР с 1932 года, с этого же времени — член правления Союза композиторов Белорусской ССР. С 1948 года — член правления Союза композиторов СССР. В 1950—1963 годах — председатель правления Союза композиторов Белорусской ССР.
Член ВКП(б) с 1948 года. Депутат Верховного Совета Белорусской ССР 4-5-го созывов.
Умер 24 ноября (по другим источникам — 23 ноября) 1970 года в Минске. Похоронен на Восточном кладбище.

## Награды и звания
- Народный артист Белорусской ССР (1953)
- Народный артист СССР (1955)
- Государственная премия Белорусской ССР (1968)
- Орден Ленина (1944)
- Два ордена Трудового Красного Знамени (20.06.1940, за выдающиеся заслуги в деле развития белорусского театрального и музыкального искусства; 1948)
- Орден «Знак Почёта» (1964)
- Медаль «За доблестный труд в Великой Отечественной войне 1941—1945 гг.»
- Медали.

## Основные сочинения
Оперы:
- «Михась Подгорный[бел.]» (1939; 2-я редакция —1957)
- «Алеся[бел.]» (1944), вторая редакция под названием «Девушка из Полесья» (1953), в окончательной редакции — «Алеся» (1967)
- «Анна Громова» («Зорянка») (1970)

Оперетта:
- «Кухня святости» (1931)

Для солистов, хора и симфонического оркестра:
- Героическая поэма «Буревестник» на слова М. Горького для баса и оркестра (1920, вторая редакция — 1936, третья редакция — для баса, хора и оркестра — 1946)
- Оратория «Освобождение» (1939)
- Три хора из оратории «Ленин» на слова В. Маяковского («Я знал рабочего», «Пройдут года», «Власть Советов», 1946)

Для симфонического оркестра:
- Симфония № 1 в 4-х частях (1927)
- Симфония № 2 в 4-х частях (1941, вторая редакция — 1946)
- Симфония № 3 в 4-х частях, посвященная 30-летию БССР (с хором, 1948)
- Вторая редакция (без хора, 1959)
- Симфония № 4 в 4-х частях (1955)
- Симфония № 5 в 3-х частях («Созидание», «Человечность», «Жизнеутверждение», 1958)
- Симфония № 6 в 4-х частях (1963, посв. Г. Ширме)
- Симфоническая поэма «50 лет» (1966)
- Две увертюры («Праздник на Полесье», 1954; «Слава», 1961)
- Концерт для фортепиано и симфонического оркестра в 3-х частях (1954, имеется вариант для фортепиано и оркестра белорусских народных инструментов)
- Концерт для тромбона на тему пьесы Лангея (1934)
- Для баса и оркестра: Баллада-монолог «Памятник», «Монолог скупого рыцаря» на слова А. Пушкина (1936)

Для духового оркестра:
- Музыка к ряду выступлений белорусской делегации на Всесоюзных физкультурных парадах в Москве (1955, 1956, 1957)
- Марш (1955)

Для оркестра белорусских народных инструментов:
- Сюита № 1 в 3-х частях (1950)
- Сюита на темы белорусских колхозных песен в 5-ти частях (1952)
- Концерт для фортепиано и народного оркестра в 3-х частях (1954, имеется вариант для фортепиано и симфонического оркестра)
- 12 вариаций на белорусскую народную тему «Ах ты, дуб’я, ты, бяроза» (1960)
- Для секстета домр: «Рекрутская» (1937)
- Фантазия на тему белорусского народного танца «Крыжачок» (1949)

Камерные инструментальные произведения:
- Фортепианное трио (1934)
- Ноктюрн для виолончели с фортепиано (1941)
- Скерцо для струнного квартета (1943)
- Скерцо «В классическом роде» для двух фортепиано в 8 рук (1951)
- Соната-симфония для фортепиано (1968)
- Две белорусские пьесы («Шуточная», «Колыбельная», 1968)
- Две пьесы для трубы с фортепиано («Песня Алеси», «Песня силезских ткачей», 1963)

Для хора
- «Песня беларускіх партызан», «Рэспубліка наша», «Зямля Беларусі» — сл. П. Бровки; «Разгарэлася зорачка ясная» — сл. М. Климковича; «Красуй, Беларусь» — сл. К. Пуровского; «У садочку май», «Чапу-ляпу» — сл. М. Танка; «Спасибо Сталину» — сл. К. Крапивы; «Зайшло ўжо сонейка» — сл. Я. Купалы; «Студэнцкая песня» — сл. А. Русака; «У высь касмічнага прастору» — сл. Н. Гилевича; «Родная застава», «На границах родины», «За партией идем» — сл. Г. Новоселова; «Зялёны луг», «Піянерская гама» — сл. Э. Огнецвет; «Песня о Бобруйске» — сл. М. Березинского; «Па ленінскіх запаветах» — сл. А. Деружинского; «Буду першы раз галасаваць» — сл. Н. Воронова; «Камсамолу Беларусі прысвячаецца» — сл. П. Бровки; «Думы пра Леніна» — сл. А. Русака
- Три хора «Слава» («Слава партыі» — сл. М. Танка, «Слава навуцы» — сл. А. Деружинского, «Слава чалавеку» — сл. В. Дубовки)

Для детского хора;
- «Поле» — сл. Я. Купалы; «Калыханка» — сл. В. Луцевич; «Чаму ж мне не пець» — сл. народные

Для голоса и фортепиано:
- «Фея» — сл. М. Горького; «Пять дней, пять ночей» — сл. В. Инбер; «Разбойник» (баллада для голоса, чтеца и фортепиано) — сл. Э. Багрицкого; "Самалёту «Максім Горкі», «Здаецца, было гэта ўчора», «Хлопчык і лётчык» — сл. Я. Купалы; «Каманіну, Молакаву, Сляпнёву» — сл. Я. Коласа; «Агні гараць» — сл. Т. Шевченко (перевод на белорусский язык П. Бровки); «Песня комиссаров» — сл. И. Любана; «Песня маршевиков» — сл. Л. Вохминцева; «Песня смелых» — сл. А. Суркова; «Клятва партызана», «На скрыжаванні», «Утаплю я гора», «Ты не будзеш сіратою», «Дзве бярозкі», «Нёману», «Маскве», «Два сонцы» — сл. А. Астрейко; «Песня партызана» — сл. А. Белевича; «За выраем» — сл. В. Витки; «Мать» — сл. С. Маршака; «Партызанам Палесся» — сл. М. Машара; «Там, дзе хадзіў калісьці Ленін» — сл. П. Бровки; «Вецер вее», «Не нарваў я табе каласоў» — сл. А. Русака; «Над партрэтам», «Балада пра Рыму Шаршнёву» — сл. Э. Огнецвет; «Нет для тебя ни преград, ни помех», «Не жалуюсь на сердце я» — сл. С. Капутикян; «Отомсти» — сл. М. Дудина; «Ліст да Янкі Купалы» — сл. М. Рыльского (перевод на белорусский язык П. Бровки); «Касмічныя арлы» — сл. С. Шушкевича; «Беларусь-старонка» — сл. П. Пестрака; «Перапёлачка» — сл. А. Велюгина; «Вечер теплые росы…», «Осень», «Мы валим лес», «Новосёлы» — сл. И. Харика; «О дружбе военных лет» — сл. М. Пашкевича; «Ленин в нашем городе живет» — сл. М. Березинского

Для театра и кино:
- Спектакли: «Дело чести», «Бацькаўшчына», «Земля п небо», «Симфония гнева», «Скупой», «Соловей», «Кацярына Жарнасек», «Дура для других, умная для себя», «Фландрия», «Палешукі», «Паўлінка», «Прымакі», «Заложнікі», «Ромео и Джульетта», «Чудесный клад», «Калиновый гай», «На рассвете», «Лиса и виноград», «Забытый всеми», «Третья патетическая», «Добряки», «Третье желание», «Любовь, Надежда, Вера», «Гибель волка», «Юные мстители», «Главная ставка», «Коварство и любовь», «Дама-невидимка»
- Кинофильмы: «Павлинка» (в соавторстве с Ю. Бельзацким), «Советская Белоруссия», «Новоселье», «30 лет БССР», «Освобождение Советской Белоруссии» (1944), «Освобождение Советской Белоруссии» (1964)

Обработки:
- Белорусские народные песни для голоса с фортепиано, смешанного хора, хора без сопровождения, детского хора

## Фильмография
- 1931 — Поэма имени освобождения (документальный)
- 1952 — Павлинка (фильм-спектакль) (совм. с Ю. Бельзацким).

## Память
- В Минске, в 1974 году именем Е. Тикоцкого названа улица.